# Laura Kamhuber
Laura Kamhuber, Künstlername Laura Lun, (* 8. August 1999) ist eine österreichische Sängerin aus Amaliendorf im nördlichen Waldviertel.

## Leben und Karriere
Mit elf Jahren war Kamhuber Teilnehmerin des Kiddy Contests im Fernsehen. Ab diesem Zeitpunkt nahm Kamhuber regelmäßig Gesangsunterricht und trat verstärkt bei Veranstaltungen auf. 2012 sang Kamhuber bei einer Benefizveranstaltung zum ersten Mal einen volkstümlichen Titel.
Kurz darauf erreichte Kamhuber bei der ORF-Sendung Die große Chance das Halbfinale. Danach nahm Kamhuber in Deutschland 2013 bei The Voice Kids teil. Sie erreichte dort im Team Lena Meyer-Landruts die Battles. Uwe Altenried (Komponist) und Peter und Gaby Wessely (Texter) schrieben einen eigenen Titel für sie, ein Plattenvertrag bei Tyrolis folgte.
Kamhuber wurde mit ihrem Lied Wer Ordnung hält (…ist nur zu faul zum Suchen) 2013 von Andy Borg in den Musikantenstadl eingeladen. Es folgte ein Auftritt im Silvesterstadl in Klagenfurt. Im Dezember 2013 präsentierte sie ihr erstes Album Wie guat, dass i a Madl bin.
Anfang 2016 nahm sie mit ihrem Song Stay Tonight beim österreichischen Vorentscheid zum ESC 2016 teil.
2017 wurde sie zur Jugendbotschafterin der Kinderkrebshilfe für die „Gold-Ribbon-Campaign“ von PAN und UNESCO ernannt.
Während eines Auslandsjahres in den USA und der coronabedingten Zwangspause experimentierte sie mit neuen Musikstilen und entdeckte mit einem teilweise neuen Team ihre Liebe in Richtung Deutschpop. Unter ihrem neuen Künstlernamen „Laura Lun“ erschien im Frühjahr 2022 ihr neuer Song „Diva“.

## Diskografie

### Alben
- 2014: Wie guat, dass i a Madl bin
- 2016: Ich glaube noch an Wunder (EP CD mit 5 Songs)
- 2017: Träume

### Single
- 2010: Ich Bleib Lieber Klein (Kiddy Contest Vol. 16)
- 2013: Wer Ordnung hält (…ist nur zu faul zum Suchen)
- 2016: Stay Tonight
- 2017: Right beside me (zusammen mit Brofaction)
- 2021: Heute hier, morgen dort (zusammen mit Talstrasse 3–5)
- 2022: Diva